# Jon Odriozola
Jon Odriozola Mugarza (Oñati, 22 dicembre 1970) è un ex ciclista su strada e dirigente sportivo spagnolo di origine basca, professionista dal 1995 al 2004.

## Carriera
Da professionista vinse una sola corsa la Subida a Urkiola nel 2001, in quella stessa stagione divenne uno dei 34 ciclisti in grado di partecipare e portare a termine tutte e tre le Grandi corse a tappe nello stesso anno.
Terminata la carriera professionistica ha svolto il ruolo di direttore sportivo per alcune stagioni nella Euskaltel-Euskadi, importante formazione basca di ciclismo. Dal 2015 è general manager di un altro team basco, l'Euskadi Basque Country-Murias.

## Palmares
- 1990 (Dilettanti)

Classifica generale Vuelta a Goerri
- 2001 (iBanesto.com, una vittoria)

Subida a Urkiola

## Piazzamenti

### Grandi Giri
- Giro d'Italia

2001: 59º
- Tour de France

1997: 65º
1999: 54º
2000: 47º
2001: 69º
- Vuelta a España

1995: ritirato (alla 14ª tappa)
1996: 75º
1998: 12º
1999: 27º
2000: 26º
2001: 83º
2002: ritirato (alla 14ª tappa)

### Classiche monumento
- Milano-Sanremo

2001: 172º
- Liegi-Bastogne-Liegi

1998: 26º

### Competizioni mondiali
- Campionati del mondo

Valkenburg 1998 - In linea Elite: ?
Verona 1999 - In linea Elite: ?
Plouay 2000 - In linea Elite: ?